# Davide Garbolino
Davide Garbolino (Cirié, 24 settembre 1968) è un doppiatore, direttore del doppiaggio e conduttore televisivo italiano.

## Biografia
Nato in una famiglia di commercianti, si diploma al liceo linguistico; prese, in gioventù, lezioni di pianoforte e proprio la sua insegnante, ritenendolo talentuoso in quel campo, lo indirizzò alla carriera di attore e doppiatore. In breve tempo debuttò, ancora bambino, come attore di sceneggiati televisivi e radiodrammi e recitò, successivamente, in spettacoli di teatro ragazzi, dialettale e sperimentale. Ha incominciato la sua attività di doppiatore negli studi di Milano, città in cui ha vissuto per quasi un trentennio. In seguito si è trasferito a Roma, che è diventata la sua nuova sede lavorativa, pur tornando occasionalmente a lavorare a Milano. Oltre al doppiaggio, ha condotto su Italia 1 il programma Ciao Ciao insieme a Debora Magnaghi e Pietro Ubaldi.
Attivo prevalentemente nel doppiaggio di cartoni animati, in particolare di personaggi giovani o bambini, ha doppiato Michelangelo, una delle Tartarughe Ninja, Duca Duck, personaggio del cartone I favolosi Tiny, Robin in Batman, Johnny, il protagonista dell'anime È quasi magia Johnny, ed è il doppiatore di Ash Ketchum, protagonista dell'anime Pokémon, Nobita in Doraemon, entrambi tra i più longevi tra quelli da lui doppiati, insieme a Shinichi Kudo in Detective Conan (per il quale è stato premiato nel 2008 al Gran Galà del Doppiaggio Romics DD, nella categoria "Premi del pubblico - Miglior voce maschile di un cartone animato"), Axel Blaze in Inazuma Eleven e Gohan da adulto in Dragon Ball Z, Dragon Ball GT e Dragon Ball Super. Doppia il personaggio di Jean nell'anime Nadia - Il mistero della pietra azzurra in due occasioni: nel 1991 (per Fininvest) e nel 2003 per l'edizione in DVD, mentre dal 2007 al 2009 è stato la voce di Topo Gigio al posto di Peppino Mazzullo. Sempre dal 2007 è inoltre la voce italiana di Bugs Bunny, succedendo a Massimo Giuliani. Nel 2024, oltre a Bugs Bunny, torna a doppiare, trentatré anni dopo, Duca Duck nella serie Tiny Toons Looniversity.

## Doppiaggio

### Cinema
- Constantin Gastmann ne La tribù del pallone - Tutti per uno
- William Ash in Mad About Mambo
- Wil Horneff in Una gorilla per amica
- Cameron Bowen in Wristcutters - Una storia d'amore
- Sammy Kahn in Continuavano a chiamarlo Beethoven
- Mason Lee in Billy Lynn - Un giorno da eroe
- Robert Clark in Prancer - Una renna per amico
- Eamonn Owens in Il garzone del macellaio
- Brody Harms in Brotherhood IV: The Complex
- Terry Hayes in Oh, mio Dio! Mia madre è cannibale
- Tino Mewes in Maial Zombie - Anche i morti lo fanno
- Marc Stachel in Porky College 2 - Sempre più duro!
- Sōsuke Ikematsu in Genghis Khan - Il grande conquistatore
- Chiaki Takahashi in Yattaman - Il film
- Robbie Rist in Valerian e la città dei mille pianeti

### Film d'animazione
- Ash Ketchum in Pokémon il film - Mewtwo colpisce ancora, Pokémon 2 - La forza di uno, Pokémon 3 - L'incantesimo degli Unown, Pokémon 4Ever, Pokémon Heroes, Pokémon: Jirachi Wish Maker, Pokémon: Destiny Deoxys, Pokémon: Lucario e il mistero di Mew, Pokémon Ranger e il Tempio del Mare, Pokémon: L'ascesa di Darkrai, Pokémon: Giratina e il Guerriero dei Cieli, Pokémon: Arceus e il Gioiello della Vita, Pokémon: Il re delle illusioni Zoroark, Il film Pokémon: Nero - Victini e Reshiram e Bianco - Victini e Zekrom, Il film Pokémon - Kyurem e il solenne spadaccino, Il film Pokémon - Genesect e il risveglio della leggenda, Il film Pokémon - Diancie e il bozzolo della distruzione, Il film Pokémon - Hoopa e lo scontro epocale, Il film Pokémon - Volcanion e la meraviglia meccanica, Il film Pokémon - Scelgo te!, Il film Pokémon - In ognuno di noi, Pokémon: Mewtwo colpisce ancora - L'evoluzione, Il film Pokémon - I segreti della giungla
- Shinichi Kudo in Detective Conan - Fino alla fine del tempo, Detective Conan - L'asso di picche, Detective Conan - L'ultimo mago del secolo, Detective Conan - Solo nei suoi occhi, Detective Conan - Trappola di cristallo, Detective Conan - Il fantasma di Baker Street, Detective Conan - La mappa del mistero, Detective Conan - Il mago del cielo d'argento, Detective Conan - La strategia degli abissi, Detective Conan - Requiem per un detective, Detective Conan - L'isola mortale, Detective Conan - La musica della paura, Detective Conan - ...e le stelle stanno a guardare, Detective Conan - L'undicesimo attaccante, Lupin III vs Detective Conan, Lupin Terzo vs Detective Conan, Detective Conan: Episode "One" - Il detective rimpicciolito
- Nobita Nobi in Doraemon - The Movie: Le mille e una notte, Doraemon - The Movie: Il Regno delle Nuvole, Doraemon - The Movie: Il dinosauro di Nobita, Doraemon - Il film: Le avventure di Nobita e dei cinque esploratori, Doraemon - Il film, Doraemon - Il film: Nobita e gli eroi dello spazio, Doraemon - Il film: Nobita e la nascita del Giappone, Doraemon - Il film: Nobita e la grande avventura in Antartide "Kachi Kochi", Doraemon - Il film: Nobita e l'isola del tesoro, Doraemon - Il film: Nobita e le cronache dell'esplorazione della Luna, Doraemon - Il film: Nobita e il nuovo dinosauro, Doraemon - Il film 2, Doraemon - Il film: Nobita e le piccole guerre stellari 2021, Doraemon - Il film: Nobita e l'Utopia celeste, Doraemon - Il film: Nobita e la sinfonia della Terra,  Doraemon - Il film: Nobita e il racconto del mondo della pittura
- Gohan da adulto in Dragon Ball Z - Sfida alla leggenda (ridoppiaggio), Dragon Ball Z - Il diabolico guerriero degli inferi (ridoppiaggio), Dragon Ball Z - L'eroe del pianeta Conuts (ridoppiaggio), Dragon Ball Z - La storia di Trunks (ridoppiaggio), Dragon Ball Super: Super Hero
- Bugs Bunny in Bugs Bunny e il giorno di san Valentino (ridoppiaggio), Looney Tunes: Due conigli nel mirino, Space Jam: New Legends
- Kyōsuke Kasuga in È quasi magia Johnny: Una difficile scelta (entrambi i doppiaggi) , Orange Road The Movie: ...e poi, l'inizio di quella estate... (ridoppiaggio)
- Tim Drake da bambino in Batman - Il mistero di Batwoman, Batman of the Future - Il ritorno del Joker
- Dick Grayson in Batman & Mr. Freeze: SubZero, Batman: Return of the Caped Crusaders
- Picchiarello in Picchiarello, Picchiarello al campo estivo
- Lemonade in Kimba - La leggenda del leone bianco
- Prof. K in Beyblade - The Movie
- David Sorenson in Daria - È già autunno?
- Pimm in Barbie e lo schiaccianoci
- Alex in Gli Abrafaxe e i pirati dei Caraibi
- Bombaboy in La grande impresa dell'ispettore Gadget
- Tommy in TMNT
- Yusuke Urameshi in Yu Yu Hakusho - Il sigillo d'oro
- Axel Blaze in Inazuma Eleven - Il film - L'attacco della squadra più forte - Gli Ogre
- Mame in Una lettera per Momo
- Dr. Carl Jenkins in Starship Troopers - L'invasione
- Benny in Top Cat - Il film
- Ragazzo zoppicante ne La leggenda di Santa Claus
- Tobio in One Piece - Per tutto l'oro del mondo
- Mobambi in One Piece - Il tesoro del re
- Touma in One Piece - La spada delle sette stelle
- Kosa in One Piece - Un'amicizia oltre i confini del mare
- Kobi in One Piece Film: Z
- Delgo in Delgo e il destino del mondo
- Kai in Zambezia
- Obito Uchiha in Naruto Shippuden - Eredi della Volontà del Fuoco
- Rusty, il cane in Rusty, cagnolino coraggioso
- Willy ne L'ape Maia - Il film
- Signor Yesman in Alvin e i Chipmunks incontrano Frankenstein
- Quattrocchi in I Puffi - Viaggio nella foresta segreta
- Grubber in My Little Pony - Il film
- Francis in Leo da Vinci - Missione Monna Lisa
- Sprout in My Little Pony: una nuova generazione
- Abe in Hopper e il tempio perduto
- Jiggler/Dastardo in Pil's Adventures - Un regno da salvare
- Rosicchio in Yakari - Un viaggio spettacolare
- Ichiro in Paws of Fury - La leggenda di Hank

### Serie televisive
- Alexander Reed in iCarly, iCarly (2021)
- Jarred Blancard e Larry Lam in Tartarughe Ninja: l'avventura continua
- Steven Thomas Capp in How I Met Your Mother
- Augustus Prew ne I Borgia
- Danny Pudi in Community
- Daniel Curtis Lee in Ned - Scuola di sopravvivenza
- Nate Hartley (1° voce), Greg Pattillo, Travis Hammer, Graham Patrick Martin, Julien Cesario e Niall Payne in iCarly
- Sterling Knight in Hannah Montana
- Manny Jacinto in The Good Place
- Scott Halberstadt in Drake e Josh
- Everson Ruiz in Isa TVB
- Armando Araiza ne La debuttante
- Alban Casterman in Tandem
- Jordan Pettle in Titans

### Serie animate
- Pierrot in Grandi uomini per grandi idee, Imbarchiamoci per un grande viaggio, Ai confini dell'universo, C'era una volta... l'uomo e C'era una volta... la Terra
- Bugs Bunny in The Looney Tunes Show, New Looney Tunes, Looney Tunes Cartoons, Bugs Bunny costruzioni e  Tiny Toons Looniversity
- Michelangelo (1987) in Tartarughe Ninja alla riscossa, Tartarughe Ninja, e Teenage Mutant Ninja Turtles - Tartarughe Ninja (stagione 4 e 5)
- Dick Grayson/Robin in Batman, The Batman e Batman: The Brave and the Bold
- Gohan da adulto in Dragon Ball Z, Dragon Ball GT e Dragon Ball Super
- Axel Blaze in Inazuma Eleven (1ª voce), Inazuma Eleven Ares
- Aleksei in Beyblade Metal Masters e Beyblade Metal Fury
- Mirrors, Mr. Feccialacustre, Mastermind, F.Elfo, Jeremy, gli Smorks, personaggi vari in Yin Yang Yo!
- Aladino, Hansel, Peter, Schiaccianoci, personaggi vari in Le fiabe più belle
- Kosa, Rapanui da bambino, Koby (ep. 511) e Leo in One Piece
- Nobita (2ª ediz. serie 1979 e serie 2005) e Sewashi (serie 2005) in Doraemon[5]
- Benam e Mime da bambino ne I Cavalieri dello zodiaco
- Jill Gates e Jimmy Zotik in Quella strana fattoria
- Tommy Cadle e Clinton in Alieni pazzeschi
- Sergei Andropov e Deathroy in Blue Dragon
- Shinichi Kudo in Detective Conan
- Kaito Kuroba/Kaito Kid e Shinichi Kudo in Magic Kaito 1412[6]
- Melvin e Oscar in Philbert Frog
- Brad e Nakao in Rossana
- Espa Roba e Leon Wilson in Yu-Gi-Oh!
- Tororo e Alieno dalle grandi orecchie in Keroro
- Memorin ed Ecolino in PiPoPa - I folletti del Web
- Amici di Pimpa in Pimpa (serie 2010 e 2015)
- Cucciolo, personaggi vari in Le fiabe son fantasia
- Personaggi vari in Team Umizoomi[7]
- Paul in Dinosaucers
- Johnny in È quasi magia Johnny (edizione Mediaset)
- Peter Pan in Peter Pan
- James Wilson in This Is America, Charlie Brown
- Jean Luc Raltique in Nadia - Il mistero della pietra azzurra (entrambi i doppiaggi)
- Duca Duck ed Ecciù in Tiny Toons e Tiny Toons Looniversity
- Alan, il protagonista (Yonkuro Hinomaru) in Automodelli - Mini 4WD
- Kai Okita (pilota della Beak Spider) in Let's & Go - Sulle ali di un turbo
- Alberto in Diventeremo famose
- Giulio Eratosthenes Brown in Ritorno al futuro
- Pedro in A tutto gas
- Tom Sawyer in Il mio amico Huck
- Sig. Uomo Scimmia (ep.1x17) in Sonic Boom
- Widget in Widget: un alieno per amico
- Timothy in TazMania
- Bert Raccoon ne I mille colori dell'allegria[8]
- Little Boss in T-Rex
- Rupert in Cantiamo insieme
- Koichi in 80 sogni per viaggiare
- Bill (2ª voce) in Fiocchi di cotone per Jeanie
- Philip in Un complotto tra le onde del mare
- Tommy in Una classe di monelli per Jo
- Prudox in Transformer - Chōjin Masterforce
- Veleno in Conan
- Seymour in Junior, pianta mordicchiosa
- Ryo in Sailor Moon
- Rafael ne I viaggi di Gulliver
- Willy DuWit in Universi paralleli per Bucky O'Hare
- Ernest in Peter e Isa: un amore sulla neve
- Yuri in È un po' magia per Terry e Maggie
- Alì Babà in C'era una volta
- Dick in Un oceano di avventure
- Tetsu in Un fiocco per sognare, un fiocco per cambiare
- Alessandro in Piccoli problemi di cuore
- Clef in Magic Knight Rayearth
- Kazumi Higashiyama in Il mitico detective Loki
- Romeo in Spicchi di cielo tra baffi di fumo
- Winner in Simba: è nato un re
- Bambù in Quattro amici per una missione intorno al mondo
- Fibrizio in Un incantesimo dischiuso tra i petali del tempo per Rina
- Kimas in Mummies Alive: quattro mummie in metropolitana
- Lord Wildfield in Extreme Dinosaurs - Quattro dinosauri scatenati
- Costa in Mare, sole e... Costa
- Sam in Curiosando nei cortili del cuore
- Tim Drake in Batman - Cavaliere della notte
- Mattia in Remi - Le sue avventure
- Konkiki in Dragon Ball[9]
- Douglas E. Mordechai III in Il laboratorio di Dexter
- Knuckles the Echidna in Sonic Underground
- Ash Ketchum in Pokémon
- Harvey Kinkle in Sabrina, the Animated Series
- Doggie in Qua la zampa, Doggie
- Hiroshi Naganuma in Temi d'amore tra i banchi di scuola
- Dennis in Si salvi chi può! Arriva Dennis
- Pasqualino in Una foresta incantata per Katia e Carletto
- Pasticcione in Pepin - Un piccolo eroe per una grande leggenda
- Soichiro Jin in Slam Dunk
- Chivil in Dr. Slump[10] (2º doppiaggio, serie 1980/86)
- Drumy e Saxy in I cartoni dello Zecchino d'Oro
- Yusuke Urameshi in Yu Yu Hakusho
- Charley Bones in Milly - Vampiro per gioco
- Principe Claude in Luna principessa argentata
- Alden Jones in Sorriso d'argento
- Rickert in Berserk
- Leon in Magica Doremì
- Gus in A scuola di magie - U.B.O.S.
- Kotaro in Roba da gatti
- Tantasà in Hamtaro - Piccoli criceti, grandi avventure
- Digit in Cyberchase
- Connor in Cubix
- Pollicino e il piccolo Mook in Simsalagrimm
- Professor K in Beyblade
- Tadao in Una miss scacciafantasmi
- Dilton Doiley in Gli strani misteri di Archie
- Takashi in Yui - Ragazza virtuale
- Raphaël in Belfagor
- Ryan Shirogane in Tokyo Mew Mew - Amiche vincenti
- Virgil Hawkins/Static in Static Shock
- Elmo ne Il mondo di Elmo
- Arnold (2° voce) in Totally Spies! - Che magnifiche spie!
- Druidon in Ririka, SOS!
- Odiphus/Stinkor in He-Man and the Masters of the Universe
- Van in Zoids
- Shun "Imashun" Imagawa in Gira il mondo principessa stellare
- Nick Dean ne Le avventure di Jimmy Neutron
- Gash in Drawn Together
- Omi in Xiaolin Showdown
- Miles McCutchen in Nascar Racers
- Tucker Foley in Danny Phantom
- Alexander Howell in Ayashi no Ceres
- Lyserg in Shaman King
- Tommy in Mirmo
- Harry in Che drago di un drago
- Lucifero in Street Football - La compagnia dei Celestini
- Lazlo in Camp Lazlo
- Derek Anaconda in Angela Anaconda
- Syrus Truesdale in Yu-Gi-Oh! GX
- Celestin in Celestin
- Idate Morino in Naruto
- Dylan in Bratz
- Mikeru (Michel) in Mermaid Melody - Principesse sirene
- Rodney in Squirrel Boy
- Uomo Impossibile ne I Fantastici 4
- Piggley Winks a 8 anni ne Le avventure di Piggley Winks
- Charles Pipping IV in Phineas e Ferb
- Jamal Pennycook in Ricky Sprocket
- Fuyuki Takeichi in School Rumble
- Manny Rivera/El Tigre in El Tigre
- Chris in Acqua in bocca
- Eshros in Zatch Bell!
- Junior in Pelosi e Pelati
- Houx in Sugar Sugar
- Inu in My Melody - Sogni di magia
- Shinobu Saruwatari in Godannar
- Sho Kazamatsuri in Dream Team
- Blurr in Transformers Animated
- Robbie in Robbie ragazzo spaziale
- Clarence in Code Monkeys
- Bobby Boom in Pinky Dinky Doo
- Petrie in Alla ricerca della Valle Incantata
- Obito Uchiha (1° voce) in Naruto: Shippuden
- Jacob in Gerald McBoing-Boing
- Falegname Snapercival	ne Maggie
- Paolo in Kung-Foot
- Shishi in Hyou Senki
- Vinnie Q in Il mio amico Rocket
- Zigby in Zigby
- Shrödinger in Hellsing Ultimate
- Lester in Yu-Gi-Oh! 5D's
- Tak in Tak e la magia Juju
- Blooter in Poppets Town
- Jimmy Two-Shoes in Jimmy Jimmy
- Fred in Time Warp Trio
- Girom in MÄR
- Marco Cappuccino in Kilari
- Dadà in L'arte con Matì e Dadà
- Miki Kaoru ne La rivoluzione di Utena
- Baron in Bakugan Battle Brawlers: New Vestronia
- Sora Akatsuki in Beyblade Metal Fusion
- Shuraiya in Shugo Chara!
- Fixit in PopPixie
- Nobu in Capeta
- Handy in Le avventure di Chuck & Friends
- Damian Hart in Beyblade Metal Masters
- Rafael Esquivel in Transformers: Prime
- Keswick in T.U.F.F. Puppy
- Direttore del circo e Mouse Boy ne I Fantaeroi
- Kaoru Yamazaki in Welcome to the NHK
- Pablo DaVinci in The DaVincibles
- Personaggi vari in Squitto lo scoiattolo
- Bad Linhat in Patlabor
- Albert in Hover Champs - Spin & Go
- Willy in L'ape Maia
- Johannes in Beyblade Metal Fury
- Reginald Kastle 'Shark'/Nash in Yu-Gi-Oh! Zexal
- Yuki Hayashi in HeartCatch Pretty Cure!
- Flinch in Sofia la principessa
- Russell Ferguson in Littlest Pet Shop
- Victor Blade in Inazuma Eleven Go
- Recon in Sword Art Online
- Calimero in Calimero
- Gioele in Extreme Football
- Ittibiticus in Camp Lakebottom
- Ryan "Sumo" Sumouski in Clarence
- Buhdeuce in Breadwinners - Anatre fuori di testa
- Fungus Chuck in Numb Chucks
- Gerill in Little Charmers
- Simon Seville (canto) in Alvinnn!!! e i Chipmunks
- Yunan in Magi: Adventure of Sinbad
- Bunnicula in Bunnicula
- Zak Storm in Zak Storm
- Paperino da piccolo in DuckTales
- Peter in Atchoo!
- Francis in Leo da Vinci
- Guillermo in Victor e Valentino[11]
- Ryo Ishizaki in Captain Tsubasa
- Cecil B. Heimerdinger in Arcane
- Lumacone in Lo show di Patrick Stella
- Mugman in La serie di Cuphead![12]
- Teppei Araki in Assassination Classroom
- Trixx in Miraculous - Le storie di Ladybug e Chat Noir
- Lucky in Bionic Max
- Personaggi vari in We Baby Bears - Siamo solo baby orsi
- Pierino in C'erano una volta... gli oggetti
- Re Spavento in Max, cavaliere a metà
- Morley in Star Wars: The Clone Wars

### Videogiochi
- Rusty Pete in Ratchet & Clank: Armi di distruzione, Ratchet & Clank: Alla ricerca del tesoro; Rusty Pete e Pierre Le Fer in Ratchet & Clank: Rift Apart[13]
- Pongo ne Le avventure di Pongo - Gli insetti e le piante,[14] Le avventure di Pongo - Il mondo perduto[15]
- Bugs Bunny in Looney Tunes: Acme Arsenal, MultiVersus[16]
- Robin in DC Universe Online,[17] LEGO Batman 3: Gotham e oltre,[18] Lego DC Super-Villains[19]
- Mike in Halo: Reach e Halo 3: ODST[20]
- Axel Blaze in Inazuma Eleven 2[21] e Inazuma Eleven 3[22]
- Slippy in Lylat Wars, Star Fox Zero
- Ragazzino nel ricordo, Tony Barde, Crow, Corvo Torvo ed Henry in Il professor Layton e il richiamo dello spettro
- Pongo, Fratello minore, Anziano, cocò e piastrina ne Le avventure di Pongo - I misteri del corpo umano[23]
- Abu, Dottor Mosca, lo Strillone e orsetto Xavier in Hollywood Monsters[24]
- Ispettore Russeau (2a voce), impiegato del negozio di costumi, Sean Fitzgerald e Lopez (2a voce) in Broken Sword: Il segreto dei Templari[25]
- Victor Blade, Hughes Baudet e Gamma in Inazuma Eleven GO Chrono Stones[26]
- Pongo, computer e signor console ne Le avventure di Pongo - Ritorno al futuro[27]
- Pongo e Messer pipistrello ne Le avventure di Pongo: Gli animali[28]
- Axel Blaze e Destra in Inazuma Eleven Strikers[29]
- Victor Blade e Alessandro il Grande in Inazuma Eleven GO[30]
- Barney e Number Woo in Secret Agent Clank
- Hugo e Drill Sergent in Skylanders: Spyro's Adventure
- Scott Bambino in Heavy Rain[31]
- Leo ne Il tesoro di Venezia e altri giochi di Daniele Panebarco
- Adibù in Adibù
- Puffo Forzuto ne I Puffi
- Max in Nel paese delle creature selvagge
- Marty in Mafia II
- Ish e Jaroth in Mass Effect 2 (2010)[32]
- Tommaso in Kinect Rush: un'avventura Disney-Pixar [33]
- Sasha in Metro 2033
- Frodo Baggins ne Il Signore degli Anelli: La conquista
- Neville Paciock in Harry Potter e i Doni della Morte - Parte 2[34]
- Egon Stetmann in StarCraft 2
- Marlton Johnson in Call of Duty: Black Ops II
- Nunu in League of Legends,[35] Song of Nunu: A League of Legends Story[36]
- Zor in Sonic Lost World
- Leo in Il segreto dell'elemento P
- Quinn in Borderlands 3[37]
- Pitbery in Arthur e la vendetta di Maltazard[38]
- Sguardo Lontano in Call of Juarez: Bound in Blood[39]
- Sammy in Emergency Heroes[40]
- Astro Boy in Astro Boy: The Video Game
- Jeffrey, Rost in New World[41]
- Palico maschio in Monster Hunter Wilds[42]

## Conduttore televisivo
- Ciao Ciao (Italia 1, 1992-1998)[2]

## Filmografia
- La casa rossa, regia di Luigi Perelli – miniserie TV, 2 episodi (1981)
- Le tre capitali, regia di Edmo Fenoglio – film TV (1982)
- Cristina – serie TV, 4 episodi (1989)
- Casa Vianello – sitcom, episodio 12x18 (2003)